# Гай Плавцій Венокс
Гай Пла́вцій Вено́кс (лат. Gaius Plautius Venox; IV століття до н. е.) — політик часів Римської республіки, цензор 312 року до н. е.

## Біографічні відомості
Походив з плебейського роду Плавціїв, який вів своє походження з міста Пренесте з Лаціо. Про молоді роки, батьків відомостей не збереглося.
312 року до н. е. його було обрано цензором разом з Аппієм Клавдієм Цеком. Під час їхнього цензорства почалося будівництво першого водогону в Римі — Аква Аппія. Аппій Клавдій запропонував реформу сенату, яка передбачала зміну системи комплектації його, до якої він включив навіть декількох вільновідпущенніків. Гай Плавцій або одразу склав з себе повноваження на знак незгоди з комплектацією, або ж відбув усі належні за терміном півтора року і склав повноваження, як це й передбачалося традицією, але Аппій Клавдій це не зробив разом з ним, через що назва водогону була надана за ім'ям того цензора, який ще залишався на посаді. Про подальшу долю Гая Плавція Венокса згадок немає.